# Franz Xaver Schädler
Pour les articles homonymes, voir Schaedler.

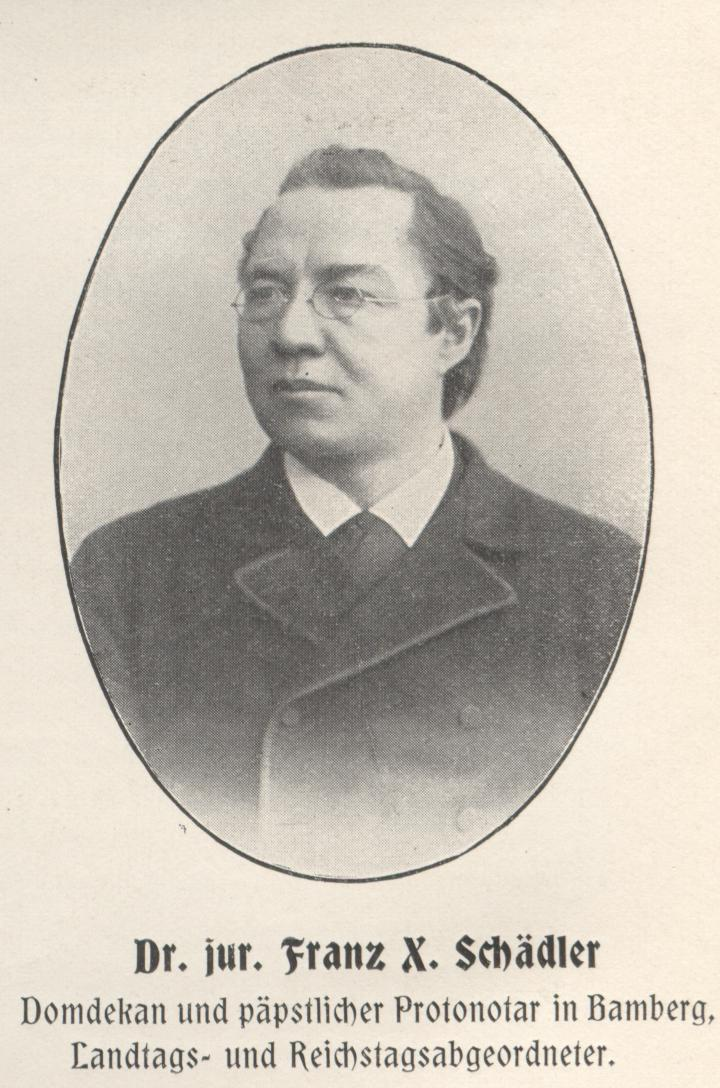
Franz Xaver Schädler, en tant que député, vers 1900 (extrait de la publication commémorative de la fête catholique allemande, Mannheim, 1902)

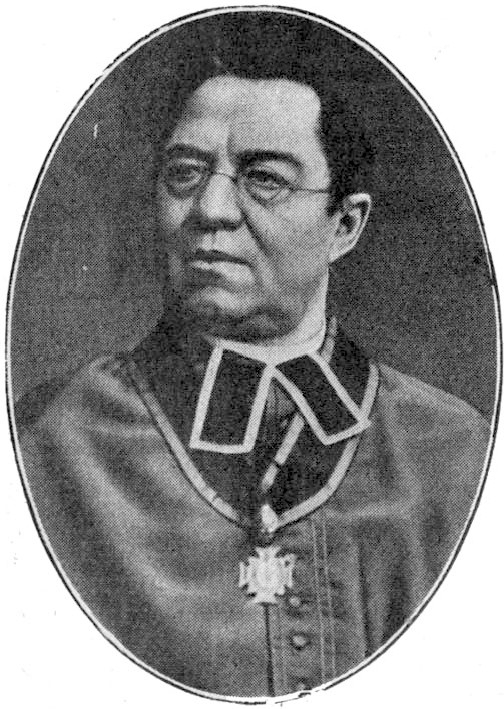
Franz Xaver Schädler comme chapitre de la cathédrale

Franz Xaver Schädler (né le 5 décembre 1852 à Oggersheim et mort le 16 février 1913 à Bamberg) est un prêtre du diocèse de Spire, plus tard capitulaire de cathédrale de l'archidiocèse de Bamberg, membre de la Chambre des députés bavaroise à Munich et du député Reichstag à Berlin.

## Biographie
Franz-Xaver Schädler est le fils du commissaire de police Franz Schädler et de son épouse Anna Margaretha, née Hoppenhauer. Il étudie à l'école élémentaire d'Oggersheim, l'école latine de Frankenthal et le lycée de Spire, où il obtient son diplôme d'études secondaires en août 1871. Il étudie ensuite la théologie, la philosophie et l'éducation à l'Université de Wurtzbourg et à l'Université jésuite d'Innsbruck. Au cours de ses études en 1871, il devient membre du KDStV Markomannia Würzburg (de) dans le CV. En 1874, Schädler entre au séminaire de Spire. Le 22 août 1875, il est ordonné prêtre dans la cathédrale de Spire par l'évêque Daniel Bonifaz von Haneberg.
De 1875 à 1879, Schädler travaille comme aumônier dans la paroisse de Saint-Martin à Kaiserslautern. Après son examen de faillite paroissial, il est appelé en octobre 1879 comme aumônier de l'église Santa Maria dell'Anima à Rome. Parallèlement, il étudie à la grégorienne, où il obtient son doctorat en droit canonique en 1881. Puis Schadler retourne au Palatinat, s'occupe brièvement de la paroisse Saint-Jean-Baptiste de Königsbach, avant de devenir curé à Walsheim en octobre 1881. En octobre 1882, Schädler est nommé professeur d'études religieuses catholiques au lycée humaniste (de) de Landau, où il reste actif jusqu'en 1897. En janvier 1897, Schädler est nommé capitulaire (de) de la cathédrale de Bamberg par le prince régent Luitpold et, depuis 1899, il est également responsable de l'administration de la paroisse de la cathédrale. En 1902, il est nommé prélat de la maison papale et protonotaire apostolique par le pape Léon XIII. Après la mort de Konrad von Busch (de), évêque de Spire, en 1910, il y a des spéculations publiques sur la candidature de Schädler, mais les dossiers ne révèlent pas que cette option est réaliste; Michael von Faulhaber est nommé.
Schadler est orateur dans des réunions politiques depuis le milieu des années 1870. Afin de donner plus d'impact au catholicisme politique dans le Palatinat libéralement dominé, il fonde l' Association du Centre du Palatinat en 1882 avec le journaliste de Spire Eugen Jäger et le propriétaire de la cave Deidesheim Johann Julius Siben (de). Dans la phase finale de la guerre culturelle bavaroise (de), Schädler, Jäger et Siben organisent la première journée catholique du Palatinat qui a lieu à Neustadt le 28 juillet 1889. Environ 12 000 participants protestent contre la politique ecclésiastique du gouvernement libéral bavarois de Lutz. Schädler fait également une apparition lors de la Journée catholique bavaroise à Munich en septembre 1889, à laquelle participent encore plus de personnes.
En 1890, Schädler est élu au Reichstag en tant que membre du Zentrum dans la circonscription d'Eichstätt, et en 1891 à la Chambre des députés bavaroise lors d'une élection partielle pour le district d'Ingolstadt. Depuis 1898, il représente la circonscription de Bamberg au Reichstag et depuis 1899 à la Chambre des députés. Le prêtre démissionne de la Chambre des députés bavaroise en 1912 et Schädler reste au Reichstag jusqu'à sa mort. À la Chambre des députés bavaroise, il est membre de la commission parlementaire de son parti depuis 1895, et depuis 1897 il est consultant pour le budget culturel. Au Reichstag en 1896, Schädler est élu premier vice-président du groupe parlementaire Zentrum fonction qu'il occupe jusqu'à sa mort aux côtés des présidents des groupes parlementaires Alfred von Hompesch (de) (1893-1909), Georg von Hertling (1909-1912) et Peter Spahn (1912-1917). Schadler est considéré comme un orateur brillant avec une voix puissante et en plein essor, ce qui lui a valu les surnoms de «Lion du Palatinat» et «Lion de Bamberg». Comme les parlementaires, Schaedler est dispensé de porter des vêtements religieux, c'est pourquoi il apparaît sur certaines photos en civil.
Le prêtre politique du Palatinat prend la parole aux Journées catholiques allemandes à Mayence en 1890, à Dantzig en 1891 et à Mannheim en 1902. Il écrit également une biographie du parlementaire du Zentrum Ludwig Windthorst. Il commente l'inscription de l'empereur Guillaume II dans le Livre d'or de la ville de Munich avec les mots: « La volonté du roi est la loi suprême! » au Parlement avec sa contre-thèse:« Le bien public est la loi suprême! ". Pour l'ancien chancelier Chlodwig zu Hohenlohe-Schillingsfürst, Schädler prononce l'oraison funèbre en 1901.
Dans la campagne qui suit la dépêche de Swinemünde (de), Schädler, en particulier, se met en avant avec des attaques acerbes contre l'empereur et le gouvernement bavarois. C'est également Schädler qui soulève la Dépêche de Swinemünde au Reichstag le 19 janvier 1903 et provoquant ainsi une réaction du chancelier du Reich Bernhard von Bülow.
Franz-Xaver Schädler décède le 16 février 1913 à Bamberg à la suite d'un cancer. Il nomme August Knecht (de) comme son exécuteur testamentaire et a expressément ordonné que toute sa succession écrite soit détruite. Schadler conclut son testament par une déclaration: « Je sais que, en particulier en tant que membre du Reichstag allemand et du Parlement de l’État bavarois, j’ai ennuyé certaines personnes par la parole et par l’écriture, par contre, en raison de mon activité publique, J'ai dû subir beaucoup d'insultes, d'insultes, de calomnies et de haine. Mon étoile directrice était: Dieu, sa sainte église, la patrie allemande, notre Bavière et son peuple. Je ne voulais offenser ou blesser personne personnellement. Si cela s'est produit, je demande à tout le monde, y compris à tous ceux que j'ai attaqués dans le domaine politique, de me pardonner, tout comme j'espère que Dieu aura pitié de ma pauvre âme par l'intercession de Marie".
L'affirmation humoristique de Schädler est transmise: « Il y a des gens qui tiennent leurs principes si hauts qu'ils peuvent les ignorer. «Au cours des dernières années de sa vie, le prêtre souffre d'une tumeur au visage qui défigure notamment la région de la lèvre inférieure. Néanmoins, il s'acquitte pleinement de ses fonctions parlementaires. Lorsqu'un autre député s'adresse à lui en disant: « Monsieur le collègue, que vous est-il arrivé? », Répondit-il rapidement, avec son humour typiquement mordant, palatin:« Tu ne sais pas que j'ai une mauvaise bouche? "

## Hommages
Jakob Bisson écrit à son sujet en 1956 dans son livre «Sept évêques de Spire et leur temps»: « Dr. Schadler était une personnalité extrêmement active et spirituelle, à l'esprit vif en tant que conférencier, inspirant, humoristique, dirigeant le peuple. Partout où Schädler est apparu, il y avait quelque chose à entendre. Il savait comment offrir les vieilles vérités de fidélité à la patrie et à l'église, aux choses terrestres et éternelles dans sa langue aux gens qui écoutaient, afin que les gens soient positivement intrigués et fascinés. Un humour subtil a pimenté son discours. "
En 1994, le diocèse de Spire publie sa propre brochure sur Franz-Xaver Schädler dans le volume 18 de sa série «Schriften des Diözesanarchivs». Il déclare, entre autres, qu'il est "l' une des personnalités les plus importantes du catholicisme politique avant la Première Guerre mondiale ", qui est aussi respectueusement appelé le " Démosthène du Palatinat " en raison de son éloquence.
Même Ludwig Thoma reprend la personne de Schädler dans ses œuvres satiriques sur Filser, membre du parlement bavarois. Dans le livre "Jozef Filsers Briefwexel" (deuxième volume 1912), il est dit entre autres:
« En ayant été avec le milidaire, je dois expliquer à Dier qu'il n'y a pas seulement une discipline au milidaire, mais aussi avec le Bardei interne (= parti). Le général est le petit cordonnier le commandeur (=Georg von Orterer (de)), où vous ne le prenez pas, bientôt vous le regardez avec ses crochets de boulanger tordus, mais il est vraiment tranchant. Puis vient l'Oberscht, ce que sont lauder geischtlinge Härren et vous kenzs déjà, le Bichler (= Provost Franz Seraph von Pichler (de)), le Daller (=Balthasar von Daller (de)) et le Schedler (= Franz Xaver Schädler). Puis viennent les capitaines et Leidnand, où il y a aussi contre lauder Geischlinge. "